# Gate (Palestina)
Gate (em hebraico: גת‎, prensa de lagar) foi um nome conhecido de lugares na antiga Israel e nas regiões circunvizinhas. Várias cidades são mencionadas na Bíblia com tal nome, como Gate dos Filisteus, Gate-Gitaim, Gate Carmel e outros lugares com nomes similares, que aparecem em várias fontes antigas, inclusive nas Cartas de Amarna.

## Gate dos Filisteus
Gate dos Filisteus foi uma cidade importante na região da Filístia, mencionada várias vezes na Bíblia hebraica. De acordo com a narrativa bíblica, Sansão, um dos juízes de Israel, destruiu o templo de Dagom em Gate e matou muitos filisteus. A cidade também foi conquistada pelo rei Davi durante seu reinado. No entanto, a cidade foi posteriormente destruída pelos assírios no século VIII a.C.

## Gate-Gitaim
Gate-Gitaim é outra cidade mencionada na Bíblia hebraica. De acordo com o livro de Josué, a cidade foi dada como parte da herança aos levitas, e também foi mencionada em conexão com o rei Davi.

## Gate Carmel
Gate Carmel é mencionada no livro de Amós como uma cidade importante no antigo Reino de Israel. A cidade também é mencionada em conexão com o profeta Elias, que realizou um milagre nas proximidades da cidade.
1. ↑  «Gath | ancient city, Israel | Britannica». www.britannica.com (em inglês). Consultado em 5 de maio de 2023
2. ↑  «GABRIEL OF MILHAUD - JewishEncyclopedia.com». www.jewishencyclopedia.com. Consultado em 5 de maio de 2023
3. ↑  «What Does Carmel Mean? Bible Definition and References». biblestudytools.com (em inglês). Consultado em 5 de maio de 2023